# 472. pehotni polk (Wehrmacht)
Za druge 472. polke glejte 472. polk.
472. pehotni polk (izvirno nemško Infanterie-Regiment 472) je bil eden izmed pehotnih polkov v sestavi redne nemške kopenske vojske med drugo svetovno vojno.

## Zgodovina
Polk je bil ustanovljen 26. avgusta 1939 kot polk 4. vala v WK VIII iz nadomestnih bataljonov 18. pehotne divizije; polk je bil dodeljen 252. pehotni diviziji. 
1. februarja 1940 je bil II. bataljon izvzet iz sestave in dodeljen 525. pehotnemu polku; 8. oktobra istega leta je podobna usoda doletela tudi III. bataljon, ki je bil dodeljen 445. pehotnemu polku; obe enoti sta bili nadomeščeni.
22. decembra 1942 je bil v bojih razpuščen II. bataljon.
15. oktobra 1942 je bil polk preimenovan v 472. grenadirski polk.